# باتريك بيرجن
باتريك بيرجن (بالإنجليزية: Patrick Bergin)‏ هو مغني وممثل أيرلندي، ولد في 4 فبراير 1951 بدبلن في جمهورية أيرلندا. بدأ مشواره المهني سنة 1983.

## أعمال

### أفلام
- (1992) ألعاب وطنية[4]
- (2016) سلاح مجاني[5]

## وصلات خارجية
- باتريك بيرجن على موقع IMDb (الإنجليزية)
- باتريك بيرجن على موقع روتن توميتوز (الإنجليزية)
- باتريك بيرجن على موقع ألو سيني (الفرنسية)
- باتريك بيرجن على موقع ميوزك برينز (الإنجليزية)
- باتريك بيرجن على موقع أول موفي (الإنجليزية)
- باتريك بيرجن على موقع قاعدة بيانات الأفلام السويدية (السويدية)
- باتريك بيرجن على موقع إن إن دي بي (الإنجليزية)
- باتريك بيرجن على موقع قاعدة بيانات الفيلم (الإنجليزية)
- باتريك بيرجن على موقع كينوبويسك (الروسية)